# Беляев, Юрий Викторович
Ю́рий Ви́кторович Беля́ев (род. 28 августа 1947, р.п. Полтавка, Омская область) — советский и российский актёр театра и кино.
Заслуженный артист РФ (1995). Лауреат Государственной премии СССР (1991).

## Биография
Юрий Беляев родился 28 августа 1947 года в селе Полтавка Омской области в семье служащих. Впоследствии семья переехала в город Ступино Московской области. В 16 лет Юрий начал заниматься в театральной студии «Ступинская театр-студия молодых» под руководством О. А. Ливановой. По окончании школы работал на заводе, служил в Советской армии в ракетных войсках, работал инструктором ДОСААФ, дворником, грузчиком, рабочим в постановочных мастерских МХАТа.
В 1975 году окончил Высшее театральное училище имени Б. В. Щукина (актёрский курс Л. В. Ставской), куда поступил с четвёртого раза. В том же году стал актёром Московского театра драмы и комедии на Таганке, где прослужил до 2010 года. После тридцати пяти лет службы Юрий Беляев был уволен из театра из-за трений с супругой режиссёра Юрия Любимова Каталин Кунц. Решение об увольнении актёр оспорил в суде, где оно было признано незаконным, но возвращаться в родной театр он уже не захотел. В 2018 году на некоторое время вернулся в театр в качестве приглашённого актёра, где исполнял роль Василия Игнатьевича в спектакле «Эльза».
Игру актёра Беляева отличает жёсткий рисунок роли.

### Личная жизнь
- Первая жена — Галина. На ней он женился в возрасте 24 лет.
- Вторая жена — Валентина. В браке родились двое детей:
  - дочь Ольга (род. 1981): окончила МВШСЭН по специальности «Менеджмент в сфере культуры», работает в рекламной компании,
    - у неё есть сын Егор (род. 2014).

  - и сын Алексей (род. 1987): окончил Институт журналистики (ИЖЛТ) по специальности «фотожурналист», трудится в иностранной фирме, женат.
- Третья жена — Марина.
  - сын от этого брака: Александр (род. 1998), окончил истфак МГУ[4][5].
- В мае 2014 года Юрий Беляев женился в четвёртый раз на актрисе Татьяне Абрамовой (род. 1975). Расписались в Санкт-Петербурге; позже обвенчались в подмосковном храме. Живут в Москве с детьми Татьяны от предыдущего брака:
  -  Иваном (род. 2004) и Александром (род. 2008)[5].

## Творчество

### Роли в театре
- Шуйский («Борис Годунов» А. С. Пушкина)
- Неизвестный («Дом на Набережной» по Ю. В. Трифонову)

Театр на Таганке
- Коровьев, Доктор («Мастер и Маргарита» по М. А. Булгакову)
- Язон («Медея»)
- Дёмин («Живой»)
- Егор Иванович («Мать»)
- Виктор Викторович («Самоубийца»)
- Анджей («Час пик»)
- «Послушайте!»
- «Товарищ, верь…»
- «10 дней, которые потрясли мир»

Театр «Эрмитаж»
- Азеф («Азеф»)
- Он («Белая овца»)
- Фёдор Васильевич Протасов («Живой труп»)

Театр «Модерн»
- «Любовь в двух действиях»

### Фильмография
| Год  |     | Название                                                                 | Роль |
| ---- | --- | ------------------------------------------------------------------------ | --- |
| 1972 | ф   | Сапожки                                                                  | эпизод |
| 1979 | ф   | По следу властелина                                                      | Василий Белов, молодой биолог                                                                                                  |
| 1983 | ф   | Тайна «Чёрных дроздов»                                                   | Персиваль Фортескью |
| 1985 | ф   | Порох                                                                    | Никонов, уполномоченный Наркомата госконтроля                                                                                  |
| 1985 | ф   | Чужие здесь не ходят                                                     | Чумаков, рецидивист по кличке «Чума»                                                                                           |
| 1985 | ф   | Победа (СССР, ГДР)                                                       | Поль Дюкло, журналист из «Франс Пресс»                                                                                         |
| 1986 | ф   | Сошедшие с небес                                                         | Иван Иванович, Герой Советского Союза                                                                                          |
| 1986 | ф   | Аэропорт со служебного входа                                             | пассажир с ребёнком |
| 1987 | ф   | Моонзунд                                                                 | Колчак, адмирал |
| 1987 | ф   | Единожды солгав                                                          | Крюков, советский художник-конформист                                                                                          |
| 1987 | ф   | Вельд                                                                    | Майкл Стоун, глава семейства                                                                                                   |
| 1988 | ф   | Верными останемся                                                        | Чумаков |
| 1988 | ф   | Слуга                                                                    | Клюев, личный водитель Гудионова                                                                                               |
| 1989 | ф   | Ад, или Досье на самого себя                                             | Беляев, офицер-фронтовик, заключённый ГУЛАГа                                                                                   |
| 1990 | ф   | Шереметьево-2                                                            | Игорь Николаевич, кооператор                                                                                                   |
| 1991 | ф   | Цареубийца                                                               | император Александр II |
| 1991 | ф   | Дело Сухово-Кобылина                                                     | А. В. Сухово-Кобылин |
| 1991 | ф   | Циники                                                                   | Сергей, большевистский командир                                                                                                |
| 1991 | ф   | Умирать не страшно                                                       | Федоренко, следователь |
| 1991 | ф   | Жена для метрдотеля                                                      | Николай, криминальный авторитет                                                                                                |
| 1993 | ф   | Эта женщина в окне…                                                      | Валериан Чернышов, артист цирка                                                                                                |
| 1993 | ф   | Паром «Анна Каренина»                                                    | начальник пароходства |
| 1994 | ф   | Незабудки                                                                | Фёдор, первый муж Софьи Михайловны                                                                                             |
| 1994 | ф   | Дожди в океане                                                           | Симпкинс |
| 1995 | ф   | Пьеса для пассажира                                                      | Кузьмин, он же Гурфинкель |
| 1997 | с   | Графиня де Монсоро                                                       | граф де Монсоро, главный ловчий Франции                                                                                        |
| 1997 | ф   | Вор                                                                      | Саня (в возрасте 48 лет), сын Кати                                                                                             |
| 1997 | ф   | Цирк сгорел, и клоуны разбежались                                        | эпизод |
| 1998 | с   | Самозванцы                                                               | Константин, директор фирмы |
| 1999 | ф   | Д. Д. Д. Досье детектива Дубровского                                     | Часовой, адвокат Иринархова |
| 2000 | ф   | Русский бунт                                                             | Миронов, комендант Белогорской крепости                                                                                        |
| 2001 | ф   | Львиная доля                                                             | полковник ФСБ Руянов («Филин», «Командор»)                                                                                     |
| 2001 | ф   | Тёмная ночь                                                              | следователь |
| 2001 | ф   | Конференция маньяков                                                     | Полянин |
| 2001 | ф   | Кобра (фильм № 2 «Чёрная кровь»)                                         | Никита Банин |
| 2002 | ф   | Семейные тайны                                                           | Ермаков, глава «Сервис-банка»                                                                                                  |
| 2002 | с   | Русские амазонки                                                         | Гордин |
| 2003 | ф   | Спас под берёзами                                                        | отец Георгий, настоятель храма                                                                                                 |
| 2003 | с   | Вокзал                                                                   | Алексей «Боцман» |
| 2003 | ф   | Бульварный переплёт                                                      | Мефодий |
| 2003 | ф   | Сон смешного человека                                                    | смешной человек |
| 2003 | с   | Русские амазонки 2                                                       | Гордин |
| 2003 | док | Горе уму, или Эйзенштейн и Мейерхольд: двойной портрет в интерьере эпохи | Имя персонажа не указано |
| 2004 | с   | Против течения                                                           | Анатолий Васильевич, отец Анны                                                                                                 |
| 2004 | с   | Кадеты                                                                   | Котов, дед-генерал |
| 2004 | ф   | 32-е декабря                                                             | «Джокер» |
| 2004 | док | От любви до ненависти. Уинстон Черчилль                                  | Имя персонажа не указано |
| 2004 | док | Убить Гитлера. 1921-1945                                                 | Имя персонажа не указано |
| 2005 | ф   | Только ты                                                                | Юрий Клименко |
| 2005 | ф   | Побег                                                                    | Гурьев, отец Ирины Ветровой |
| 2005 | ф   | Счастье ты моё                                                           | барон Хаммершмидт |
| 2005 | ф   | Белая овца                                                               | Он |
| 2005 | ф   | КГБ в смокинге                                                           | Воронцов, генерал КГБ (прототип Александр Сахаровский)                                                                         |
| 2005 | ф   | Сатисфакция                                                              | Матиньи |
| 2005 | ф   | Ленинградец                                                              | контр-адмирал, куратор семьи Николаевых                                                                                        |
| 2006 | ф   | Красная комната                                                          | Виктор, режиссёр |
| 2006 | ф   | Алмазы на десерт                                                         | Павел Сергеевич, криминальный авторитет                                                                                        |
| 2006 | ф   | А вы ему кто?                                                            | Евгений Петрович, школьный учитель                                                                                             |
| 2006 | ф   | Московская история                                                       | отец Вероники |
| 2006 | ф   | Он, она и я                                                              | главный врач клиники |
| 2006 | ф   | Женская работа с риском для жизни                                        | Хомутов («Спиноза») |
| 2006 | ф   | Внимание, говорит Москва!                                                | Василий Игнатов, майор НКВД |
| 2006 | ф   | Медея                                                                    | Язон, царь Фессалийский |
| 2007 | с   | Курсанты                                                                 | Калашников, начальник военного училища                                                                                         |
| 2007 | ф   | Звезда Империи                                                           | священник |
| 2007 | ф   | Учитель в законе                                                         | Богомолов, бывший «вор в законе»                                                                                               |
| 2007 | с   | Бомжиха                                                                  | Русаков |
| 2007 | ф   | Куратор                                                                  | Ян Давыдович, куратор |
| 2007 | с   | Маршрут                                                                  | полковник-отставник |
| 2007 | ф   | 40                                                                       | Кузнецов, генерал, начальник управления                                                                                        |
| 2007 | ф   | Убить змея                                                               | учитель |
| 2006 | с   | Сонька — Золотая ручка                                                   | Дорошевич, писатель |
| 2007 | ф   | Кука                                                                     | Никита Константинович, отец Лены                                                                                               |
| 2008 | с   | Афганский призрак                                                        | Эверанский |
| 2008 | ф   | Белая медведица                                                          | Хряпа, тренер Александры Платошиной по боксу                                                                                   |
| 2008 | с   | Два цвета страсти                                                        | Долгопятов, фармацевтический магнат                                                                                            |
| 2008 | ф   | Марево                                                                   | Пётр Фёдорович, городничий |
| 2008 | ф   | Никто, кроме нас…                                                        | военный корреспондент |
| 2008 | ф   | Прекрасная Елена                                                         | Шаманов, художник |
| 2009 | с   | Кремлёвские курсанты                                                     | Романенко, генерал-лейтенант, бывший начальник военного училища                                                                |
| 2009 | с   | Хранитель                                                                | Борис Валерьевич, генерал |
| 2009 | ф   | Тарас Бульба                                                             | Кирдяга, кошевой атаман |
| 2009 | с   | Грязная работа (фильм № 1 «Бриллианты Разумовского»)                     | Лев Разумовский |
| 2009 | с   | Бомжиха 2                                                                | Русаков |
| 2009 | ф   | Умница, красавица                                                        | Алексей Головин, ректор петербургской Академии                                                                                 |
| 2009 | ф   | Правосудие волков                                                        | Поляков, отец Мики |
| 2009 | док | Мог ли Сталин остановить Гитлера?                                        | Имя персонажа не указано |
| 2010 | ф   | Кандагар                                                                 | Соковатов |
| 2010 | с   | Поединки (фильм № 2 «Правительство США против Рудольфа Абеля»)           | Рудольф Абель (Вильям Фишер), советский разведчик-нелегал                                                                      |
| 2010 | ф   | Учитель в законе. Продолжение                                            | Богомолов |
| 2010 | с   | Химик                                                                    | Медведев, полковник ФСБ |
| 2010 | с   | Сёстры Королёвы                                                          | Семён Михайлович, следователь                                                                                                  |
| 2010 | ф   | Братаны 2                                                                | Юрий Николаевич Орлов, бывший сослуживец Малюты, управляющий фондом ветеранов военных действий, бандит/ глава преступного мира |
| 2011 | с   | Бежать                                                                   | Кашаев, прокурор |
| 2011 | ф   | Если бы да кабы                                                          | Павел Велехов |
| 2011 | ф   | Царь болгарский                                                          | Имя персонажа не указано |
| 2011 | с   | Настоящие                                                                | Крымов, полковник ФСБ |
| 2011 | с   | Правила маскарада                                                        | Проскурин, заместитель министра морского транспорта                                                                            |
| 2011 | ф   | Поцелуй Сократа (фильм № 6 «Тайна золотых апостолов») (Белоруссия)       | Ян Нимцович, директор исторического клуба                                                                                      |
| 2011 | ф   | Сёмин. Возмездие                                                         | Савл, начальник охраны Котова                                                                                                  |
| 2012 | с   | Дорога на остров Пасхи                                                   | Сурков, вице-президент банка «Меркурий»                                                                                        |
| 2012 | ф   | Однажды в Ростове                                                        | Матвей Кузьмич Шапошников, генерал-лейтенант, первый заместитель командующего войсками СКВО                                    |
| 2012 | ф   | Личная жизнь следователя Савельева                                       | Колотов, друг и начальник Савельева                                                                                            |
| 2012 | с   | Лист ожидания                                                            | Грохольский, главный врач клиники                                                                                              |
| 2012 | ф   | Собака                                                                   | кинорежиссёр |
| 2013 | ф   | Учитель в законе. Возвращение                                            | Богомолов |
| 2013 | ф   | Меня это не касается                                                     | Вадим Ефремов, писатель и журналист                                                                                            |
| 2013 | с   | Агент                                                                    | Данилов, генерал |
| 2013 | с   | Новая жизнь                                                              | Сластёнов |
| 2013 | с   | Кривое зеркало души (Украина)                                            | Голицын |
| 2014 | с   | Судья                                                                    | Барышев, оперуполномоченный на пенсии, дядя Нины                                                                               |
| 2015 | с   | Чума                                                                     | Фомич, криминальный авторитет                                                                                                  |
| 2015 | ф   | Опекун                                                                   | Лев Шельмак, профессор |
| 2015 | с   | Последний янычар                                                         | Мустафа-бей, турецкий посол |
| 2015 | ф   | Алхимик. Эликсир Фауста                                                  | Болотин, начальник Управления фармакологии Минздрава СССР, заместитель министра                                                |
| 2015 | с   | Сводные судьбы                                                           | Шатов, бизнесмен |
| 2016 | ф   | Петрович                                                                 | Князев, криминальный авторитет                                                                                                 |
| 2016 | ф   | Рядом с нами                                                             | Потеряшка |
| 2016 | ф   | Учитель в законе. Схватка                                                | Богомолов |
| 2017 | с   | Вспышка с тыла                                                           | полковник Чебранов |
| 2017 | ф   | Анна Каренина. История Вронского                                         | император Александр II |
| 2017 | с   | Спящие                                                                   | Нефёдов, генерал ФСБ |
| 2018 | с   | Годунов                                                                  | Шуйский, князь, думный боярин, начальный воевода                                                                               |
| 2018 | ф   | Овраг                                                                    | Имя персонажа не указано |
| 2018 | с   | Сиделка                                                                  | Анатолий Шубин |
| 2018 | ф   | Ускользающая жизнь                                                       | Виленский, отец Альбины, адвокат                                                                                               |
| 2019 | ф   | Экспроприатор                                                            | вор в законе Чибисов |
| 2020 | ф   | Ученица Мессинга                                                         | Вольф Мессинг |
| 2021 | ф   | Миссия «Аметист»                                                         | Бубенщиков, генерал ФСБ |
| 2022 | ф   | Этерна: Часть первая                                                     | кардинал Сильвестр |

## Признание

### Государственные награды, премии и звания
- 1991 — лауреат Государственной премии СССР — за роль Павла Сергеевича Клюева в фильме «Слуга» (1988) производства киностудии «Мосфильм».
- 1995 — почётное звание «Заслуженный артист Российской Федерации» — за заслуги в области искусства[1].

### Ведомственные награды и премии
- 2010 — лауреат премии Службы внешней разведки Российской Федерации — за исполнение роли советского разведчика-нелегала Рудольфа Абеля во втором художественном фильме телевизионного цикла «Поединки» под названием «Правительство США против Рудольфа Абеля» (2010)[6].
- 2014 — медаль «За содействие органам наркоконтроля» (ФСКН России) — за исполнение роли писателя Вадима Ефремова в художественном фильме антинаркотической направленности «Меня это не касается» (2013)[7].

### Общественные награды и премии
- 1989 — премия советских профсоюзов в области литературы и искусства — за роль Никонова в фильме «Порох» (1985)[8].
- 1995 — премия «Золотой овен» Гильдии киноведов и кинокритиков России в номинации «За многообразие таланта и воплощение образов современников»[9].
- 1997 — приз «За лучшую главную мужскую роль» на международном фестивале актёров кино «Созвездие» Гильдии актёров кино России — за исполнение роли графа де Монсоро в телесериале «Графиня де Монсоро»[8][10].
- 2002 — приз «За лучшую мужскую роль» на III российском фестивале телевизионного художественного кино «Сполохи» в Архангельске — за исполнение роли олигарха Ермакова в телесериале «Семейные тайны» (2001)[8].
- 2002 — приз «За лучшую мужскую роль» на международном кинофестивале «Бригантина» в Бердянске — за исполнение роли полковника Руянова («Филина») в художественном фильме «Львиная доля» (2001)[8].
- 2007 — VIII Международный телекинофорум «Вместе» — Приз «Лучший актёр» за роль в фильме «Учитель в законе».
- 2013 — XIV Международный телекинофорум «Вместе» — Специальный приз[11].
- 2014 — диплом «За глубокое проникновение в образ» XXIII Международного кинофорума «Золотой Витязь» в Томске — за исполнение роли писателя Вадима Ефремова в художественном фильме антинаркотической направленности «Меня это не касается» (2013)[12].
- 2014 — Почётная грамота Совета МПА СНГ (Межпарламентская ассамблея СНГ) — за активное участие в проведении международного телекинофорума «Вместе», вклад в укрепление дружбы между народами государств — участников Содружества Независимых Государств[13].
- 2015 — Орден «Содружество» (Межпарламентская ассамблея СНГ) — за активное участие в проведении международного телекинофорума «Вместе», вклад в укрепление дружбы между народами государств — участников Содружества Независимых Государств[14].